# イナシオ・コルタバリア
イナシオ・コルタバリア・アバラテギ（Inaxio Kortabarria Abarrategi、1950年7月31日 - ）は、スペイン・ギプスコア県アラサーテ/モンドラゴン出身の元サッカー選手。ポジションはディフェンダー（センターバック）。レアル・ソシエダ一筋でプレーしたワン・クラブ・マンで、1970年代から1980年代までは主将も務めていた。

## クラブでの経歴
レアル・ソシエダのカンテラで育ち、数年間Bチームのサン・セバスティアンCFでのプレーを経て1970-1971シーズンにトップチームへ昇格。その後、引退までの14シーズンでプリメーラ・ディビシオン355試合16得点、サン・セバスティアンCFを含む全公式戦で計442試合22得点を記録した。
しなやかな体格を持つセンターバックで、守備の安定感は突出していた。またセットプレーでの攻撃参加でも常に相手を脅威を与えた。レアル・ソシエダの歴史上最高のキャプテンであり、このクラブの最強世代の選手達 - ルイス・ミゲル・アルコナーダ、ヘスス・マリア・サモラ、ロベルト・ロペス・ウファルテ、ヘスス・マリア・サトゥルステギ、ペリコ・アロンソら - の一角を占めていた。
コルタバリアは、ソシエダがリーガ・エスパニョーラのプリメーラ・ディビシオンに定着していた時代、そして後に黄金時代を生きた。1979-1980シーズンで2位に入り、当時の最長無敗期間の新記録を作ると、1980-81シーズン と1981-82シーズン にはリーガを制覇した。そして1982年の第一回スーペルコパ・デ・エスパーニャを獲得し、UEFAチャンピオンズカップ1982-83では準決勝に進出した。
またコルタバリアはソシエダが歴史的なリーガ初優勝を決めた1980-81シーズン最終節、スポルティング・デ・ヒホン戦でこの試合の最初の1点を決めている。試合は2-2の引き分けに終わり、やや冴えない形の優勝決定ではあった。しかしもし仮にこの1点が無かったら、つまり1-2で負けたのならば、勝ち点で並び得失点差で上回るレアル・マドリーに逆転優勝されていたことになる。連覇を果たした1981-1982シーズンは、キャリアハイの6得点をマークした。
コルタバリアは1984-1985シーズン、ちょうど35歳になった直後に現役を引退した。晩年は1983年頃から台頭した8歳年下のセンターバック、アグスティン・ガハテに定位置を奪われ出場機会が激減。他にもアルベルト・ゴリス、フアン・アントニオ・ララニャガなど同じポジションにカンテラ出身の若きライバルが次々現れ、辛い日々であった。

## 代表での経歴
コルタバリアはスペインA代表と五輪代表でそれぞれ4試合出場・無得点であった。代表デビューは1976年5月22日にミュンヘンで行われた、UEFA欧州選手権1976予選の西ドイツ戦。スペインは0-2で敗北し、ユーゴスラビアでの決勝ラウンドを前に敗退が決まった。代表での最後の出場は、1977年3月27日アリカンテで行われたハンガリーとの親善試合で、試合は1-1で引き分けた。当時のスペインで最も優秀なディフェンダーの1人だったにもかかわらず、コルタバリアはそれ以降一度も代表に召集されることは無かった。なお、バスク代表においては親善試合に2試合出場している。

## 政治的スタンス
コルタバリアを選ばないことに異議を唱える声が代表選手の内部からも聞こえていたが、しかし実力以前にコルタバリアはスペイン人としての「公共心」が希薄だった。バスク人選手の中で唯一と言っていいほど、バスク独立の政治的理念を理由にスペイン代表でプレーすることを明白に放棄したのである。
1976年12月5日にアスレティック・ビルバオを本拠地エスタディオ・デ・アトーチャに迎えたバスク・ダービーの試合前、相手の主将ホセ・アンヘル・イリバルと一緒にイクリニャの旗を持ってピッチに入場してきた。さらに2人は旗をセンターサークルまで運び、そこに儀式的に置いた。前年フランシスコ・フランコがすでに死去していたとはいえ、当時はまだ法律違法だった行為である。これから試合を戦う両チームの主将が共にバスク民族主義の象徴を掲げた写真は、バスク州が国の民主化の過程で重要な変革 (トランジシオン)の時代を迎えている事を示す一つの礎石として、多くの人にポジティブに受け取られた。

## タイトル
- プリメーラ・ディビシオン : 2回(1980-1981, 1981-1982)
- スーペルコパ・デ・エスパーニャ : 1回 (1982）